# جفری لی
جفری لی (انگلیسی: Jeffrey Lay؛ زادهٔ ۶ اکتبر ۱۹۶۹) ورزشکار روئینگ اهل کانادا است.
وی در مسابقات کشوری و بین‌المللی در مجموع برندهٔ ۱ مدال نقره شده‌است.